# はくちょう座
はくちょう座（はくちょうざ、英: Cygnus）は、現代の88星座の1つで、プトレマイオスの48星座の1つ。ハクチョウをモチーフとしている。古代ギリシャから天の川の上に翼を広げた鳥の姿として見なされてきた。日本では夏の代表的な星座の1つである。
主要な星が十字の形に並んだ姿は、南天の南十字星と対比する形で北十字星（北十字）やノーザンクロス(Northern Cross) と呼ばれ親しまれている。日本でも同様にジューモンジサマやオジュウジサンという古名を伝える地方がある。
α星デネブは、全天21の1等星の1つとされ、デネブとこと座α星ベガ、わし座α星アルタイルの3つの1等星が形作る大きな三角形は、夏の大三角と呼ばれる。

## 特徴

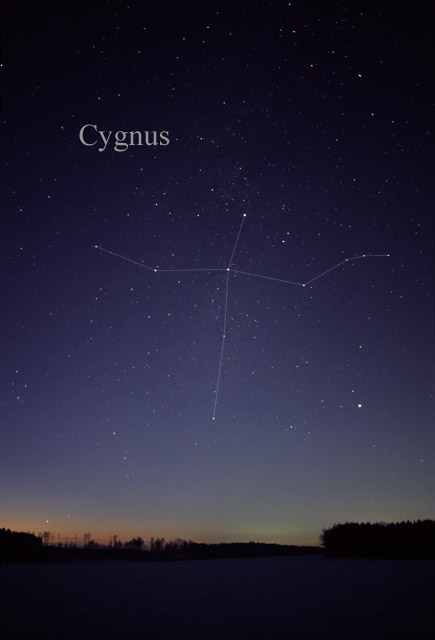
2004年1月23日に撮影されたはくちょう座。北半球の中高緯度地域では、はくちょう座が西の空に沈む際に主要な星が形作る北十字が地平線に対して直立する姿を観望することができる。

東をとかげ座、北東をケフェウス座、北西をりゅう座、西をこと座、南をこぎつね座、南東をペガスス座に囲まれており、領域内を南北に天の川が流れる。20時正中は9月下旬頃で、北半球では夏から秋にかけての星座とされるが、初夏から初冬まで長く観望することができる。北端は+61.36°、南端は+27.73°と天の赤道から北に離れた位置にあるため、南半球の中緯度地域から南ではその全容を見ることは難しく、南極圏からは全く見ることができない。一方で北極圏では星座の全ての星が周極星となる。
この星座で最も明るく見える1等星のα星デネブと、わし座のアルタイル、こと座のベガが形作る大きな三角形は夏の大三角として親しまれている。領域内を南北に天の川が通っているため、特に星が豊かに広がる領域となっている。

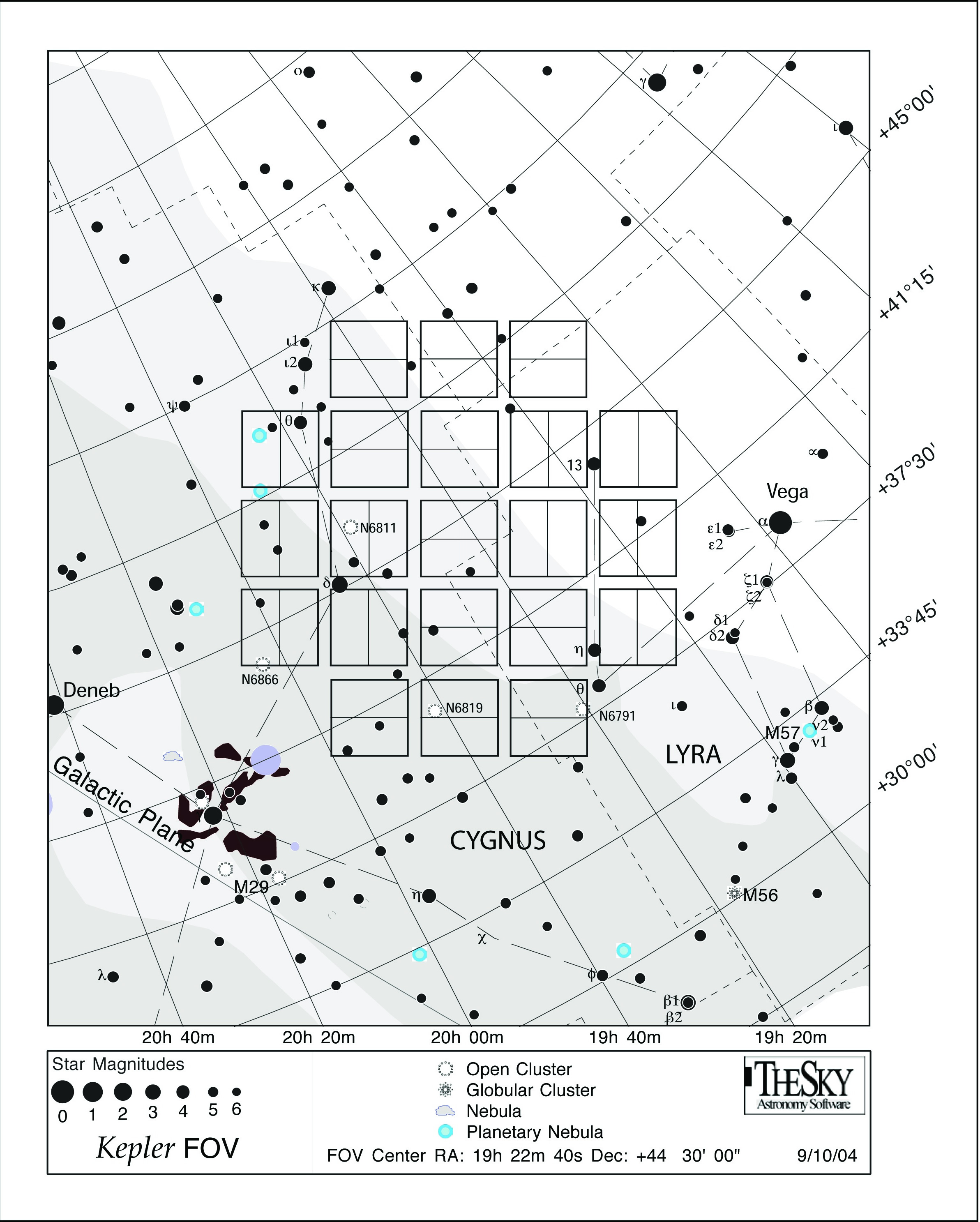
NASAの太陽系外惑星探索用宇宙望遠鏡「ケプラー」の観測領域 (Kepler FOV)。2009年12月から2013年5月までの約3年半の運用期間中は、はくちょう座・こと座・りゅう座にまたがる約100 平方度の領域で観測された。

2009年に打ち上げられたアメリカ航空宇宙局 (NASA) の太陽系外惑星探索用宇宙望遠鏡「ケプラー」の観測領域 (Field of View, FOV) は、はくちょう座・こと座・りゅう座にまたがる約100 平方度の領域に固定されていた。そのため2024年現在、発見された太陽系外惑星の総数と惑星のある恒星系の数は、88星座の中で群を抜いてはくちょう座が最も多い。

## 由来と歴史

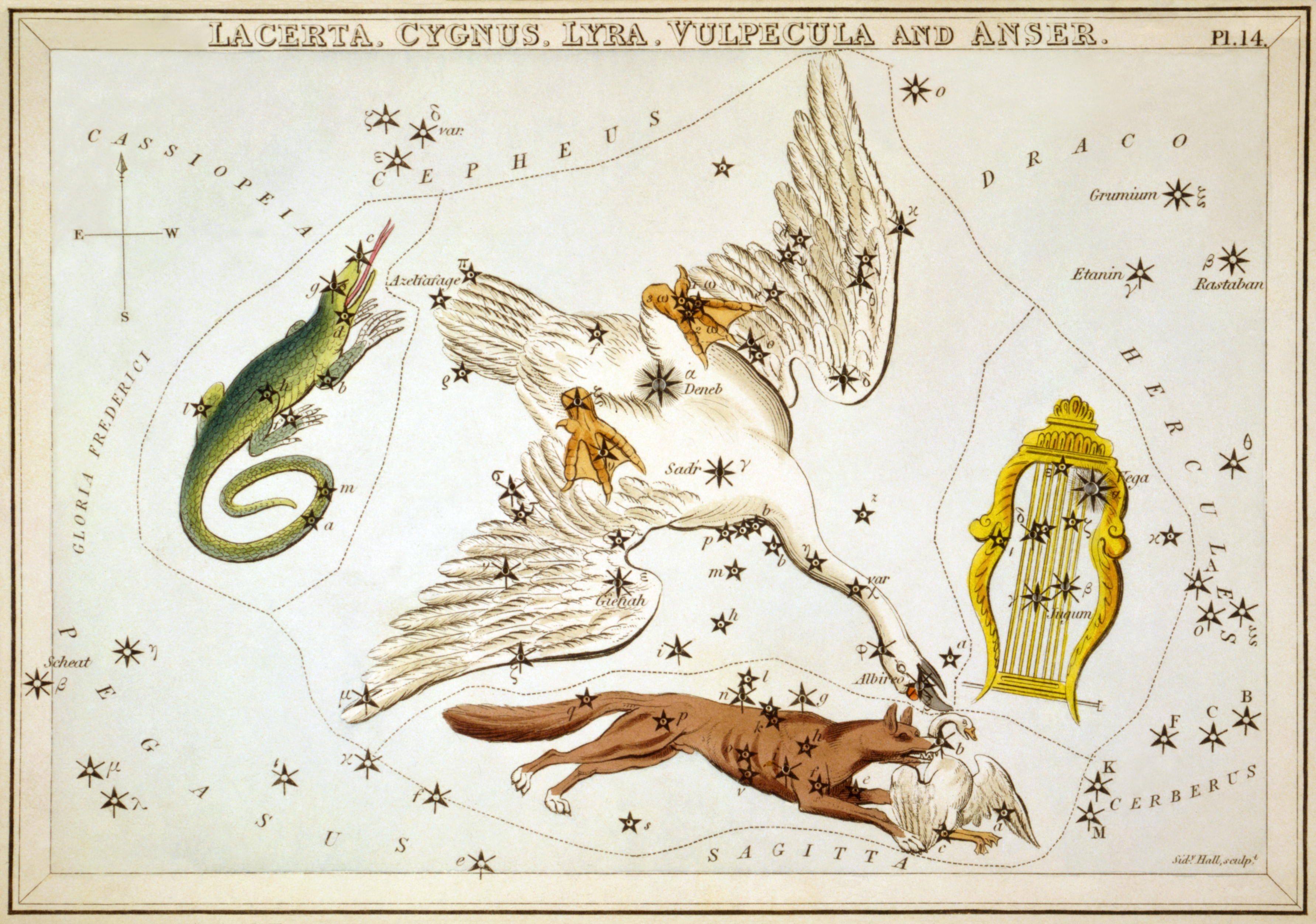
19世紀イギリスの星座カード集『ウラニアの鏡』に描かれたはくちょう座（中央）。ほかにとかげ座（左）、こと座（右）、こぎつね座（下）

紀元前4世紀の古代ギリシアの天文学者クニドスのエウドクソスの著書『パイノメナ (古希: Φαινόμενα)』を元に詩作されたとされる紀元前3世紀前半のマケドニアの詩人アラートスの詩篇『パイノメナ (古希: Φαινόμενα)』では、「鳥」を意味する Ὄρνις と呼ばれていた。アラートスは Ὄρνις の姿を「まだら模様」や「かすんでいる」などと表現しているが、これははくちょう座の領域に広がる天の川を表現したものであると考えられている。
アラートスが用いた Ὄρνις という星座名は、帝政ローマ期2世紀頃のクラウディオス・プトレマイオスの天文書『ヘー・メガレー・スュンタクスィス・テース・アストロノミアース (古希: ἡ Μεγάλη Σύνταξις τῆς Ἀστρονομίας)』、いわゆる『アルマゲスト』でも Ὄρνις とされるなど、古代ギリシア・ローマ期を通じて用いられた。アラートスは『パイノメナ』の中で Ὄρνις がどのような鳥を指すのか特に示していなかったが、紀元前3世紀後半の天文学者エラトステネースの天文書『カタステリスモイ (古希: Καταστερισμοί)』では白鳥であるとはっきり示されていた。また1世紀初頭の古代ローマの著作家ガイウス・ユリウス・ヒュギーヌスの『天文詩 (羅: De Astronomica)』では「ギリシャでは Kyknos（白鳥）とも呼ばれる」と記されるなど、星座としての名称はさておいても古代ギリシア・ローマ期に白鳥を表す星座であると広く認識されていたことは確かである。Ὄρνις に属する星の数について、『カタステリスモイ』や『天文詩』では14個、プトレマイオスの『アルマゲスト』では17個とされた。
10世紀のペルシアの天文学者アブドゥッラハマーン・スーフィー（アッ＝スーフィー）が『アルマゲスト』を元に964年頃に著した天文書『星座の書』では、「めんどり」を意味する al-Dajāja と呼ばれ、『アルマゲスト』と同じく17個の星が属するとされた。アッ＝スーフィーは、al-Dajāja で最も明るい星を「めんどりの尾」を意味する aḏ-ḏhanab al-dajājaʻ と呼んでいた。現在のはくちょう座α星の固有名「デネブ (Deneb)」はこの呼称の ḏhanab の部分が転訛したものである。

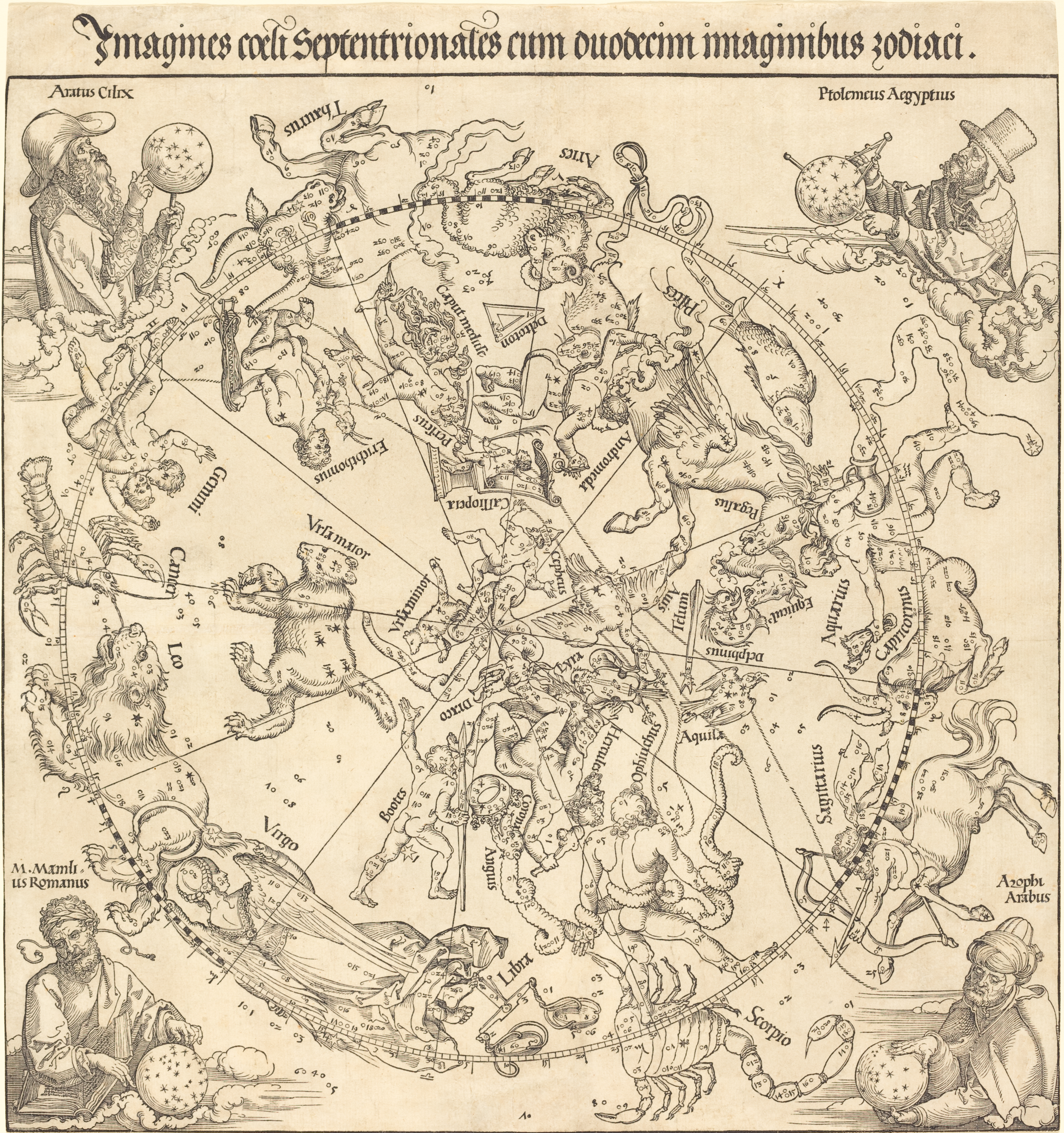
16世紀の版画家アルブレヒト・デューラーによる北天星図。はくちょう座はラテン語で鳥を表す Auis という名称でほぼ中央に描かれている。

ルネサンス期以降の西洋では、この星座の呼称は単なる「鳥」から「白鳥」を意味するものへと変化していった。たとえば、16世紀ニュルンベルクの版画家アルブレヒト・デューラーが1515年に刊行した木版画では、はくちょう座はラテン語で「鳥」を表す Auis とされていた。これが、デンマークの天文学者ティコ・ブラーエが1598年1月に製作した手書きの星表『Stellarum octavi orbis inerrantium accurata restitutio』では、ラテン語で「白鳥」を意味する CYGNVS という星座名が使われ、ブラーエの死後の1602年に弟子のヨハネス・ケプラーによって刊行された天文書『Astronomiae Instauratæ Progymnasmata』に収められた星表でも CYGNVS の名称が使われている。またケプラーは、1627年に神聖ローマ帝国皇帝ルドルフ2世に奏進した『Tabulae Rudolphinae Astronomicae』、いわゆる『ルドルフ表』の中では、この星座に対して OLOR と CYGNUS という共にラテン語で白鳥を意味する2つの星座名を用いている。

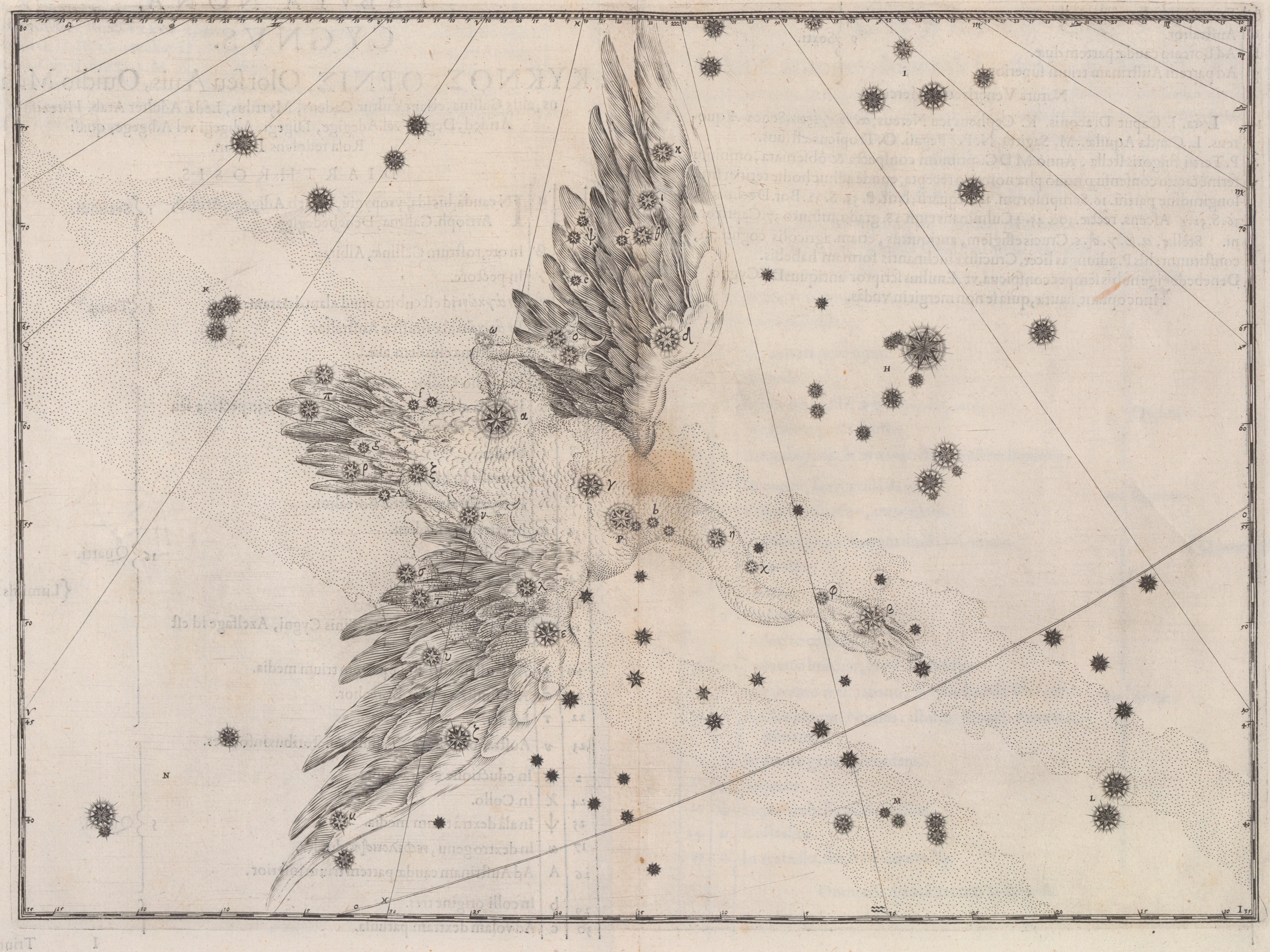
ヨハン・バイエル『ウラノメトリア』(1603) に描かれたはくちょう座 (Cygnus)。中央のγ星の南東にP星が描かれている。

ブラーエやケプラーとほぼ同時代のドイツの法律家ヨハン・バイエルが1603年に刊行した星図『ウラノメトリア』では、 CYGNVS という星座名が使われるとともに、「Olorfeu Auis（オルフェウスの鳥）」などの異称も紹介されていた。バイエルは『ウラノメトリア』の中ではくちょう座の星に対して α から ω までのギリシャ文字24文字とラテン文字7文字の計31文字を用いて36個の星に符号を付した。さらにバイエルは、これら CYGNVS を形作る星とは別に、γ星の南東に3等級の星 P を描いた。これは、1600年8月に突如3等級まで増光し、オランダの球儀・地図製作者ウィレム・ブラウによって発見された1600年の新星、のちのはくちょう座P星を表したものであった。この星は『ルドルフ表』の解説でも「1600年の新星 (Nova an: 1600)」として紹介されたように、当時この星はティコの星やケプラーの星と同様に新星 (nova) と考えられていたが、21世紀現在では新星爆発とは異なる機構で増光する「高光度青色変光星 (英: Luminous Blue Variables, LBV)」と推定されている。

17世紀半ば以降は Cygnus という星座名が定着し、1922年5月にローマで開催された国際天文学連合 (IAU) の設立総会で現行の88星座が定められた際にそのうちの1つとして選定され、星座名は Cygnus、略称は Cyg と正式に定められた。

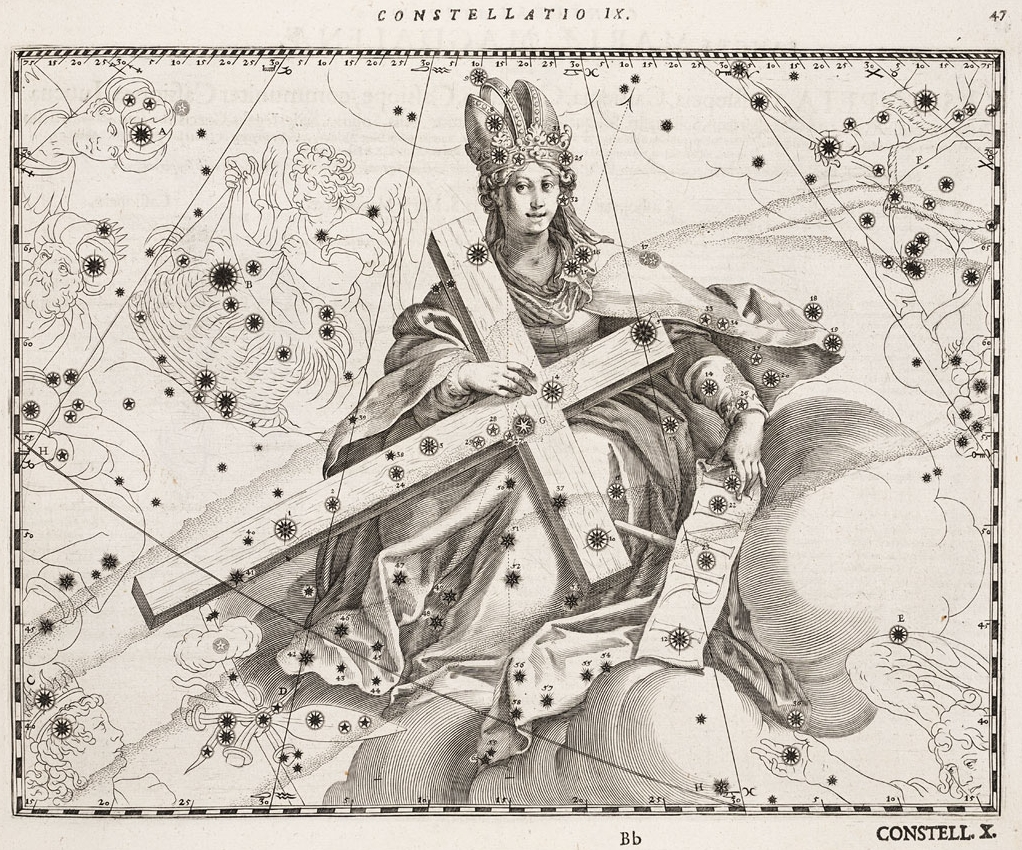
17世紀ドイツの法律家ユリウス・シラーの『Coelum Stellatum Christianum（キリスト教星図）』に描かれた SALVTIFERÆ ET TERMAGNÆ CRVCIS XPI, CVM AVGVSTA EIVS INVENTRICE S.HELENA（幸運をもたらす偉大なキリストの十字架と発見者アウグスタこと聖ヘレナ）。天球を外から見た様式で描かれているため、実際の星空とは左右逆転している。

17世紀には、十文字形を成すはくちょう座の輝星の並びをキリスト教の十字架に見立てようとする動きもあった。バイエルは『ウラノメトリア』の CYGNVS の解説の中で、α・β・γ・δ・ε の5星が十字架の姿を成していることに言及していた。また、アウクスブルク生まれのドイツの法律家ユリウス・シラーは、バイエルと共同で製作した星図『Coelum Stellatum Christianum（キリスト教星図）』の中で、はくちょう座をイエス・キリストが磔刑に遭った十字架（聖十字架、英: True Cross）とそれを抱いた聖ヘレナを描いた「SALVTIFERÆ ET TERMAGNÆ CRVCIS XPI, CVM AVGVSTA EIVS INVENTRICE S.HELENA（幸運をもたらす極めて偉大なキリストの十字架と発見者アウグスタこと聖ヘレナ）」に置き換えた。この星図は、バイエルの『ウラノメトリア』を当時最新の観測記録を元にアップデートするとともに、全ての星座をキリスト教に由来した事物に置き換えようという壮大な目論見の下にシラーとバイエルが製作を進めていたものであったが、完成を前にして両名が相次いで他界したため、ドイツの天文学者ヤコブス・バルチウスが二人の後を引き継いで1627年に出版したものであった。モチーフとされた聖ヘレナは、ローマ皇帝として初めてキリスト教を信仰したコンスタンティヌス1世の母で、アウグスタの称号を受けた西暦4世紀前半のローマ帝国の皇太后である。13世紀にジェノヴァの司教ヤコブス・デ・ウォラギネが著した聖人伝『黄金伝説 (羅: Legenda aurea)』によると、ヘレナ自身もキリスト教に帰依し、326年頃にエルサレムを巡礼した際に聖十字架を発見したとされる。この聖十字架の星座を始め、シラーが考案したキリスト教に基づく星座は受け継ぐ者が現れず、全て廃れてしまった。

### 中東
紀元前500年頃に製作された天文に関する粘土板文書『ムル・アピン (MUL.APIN)』の中ではくちょう座の星は、有翼の猛獣を表す星座 Mul U-ka-duh-a の一部とされた。Mul U-ka-duh-a は、ネコ科の動物の頭、前半身、前脚とワシの翼と脚、尾羽根を持つ姿で描かれ、嵐を象徴する怪物と考えられていた。イギリスの古代近東史研究者ギャビン・ホワイトは、この Mul U-ka-duh-a に取って代わられた過去の古代バビロニアの獅子頭のワシの怪物アンズー (Anzu) をモチーフとした星座 Mul Dingir Im-Dugud mušen が、ギリシャの星座 Ὄρνις の起源となったとする説を提唱している。

### 中国
ドイツ人宣教師イグナーツ・ケーグラー（戴進賢）らが編纂し、清朝乾隆帝治世の1752年に完成・奏進された星表『欽定儀象考成』では、はくちょう座の星は二十八宿の北方玄武七宿の第三宿「女宿」・第五宿「危宿」・第六宿「室宿」に配されていたとされる。女宿では、γ・δ・30・α・ν・τ・υ・ζ・ε の9星が天の川の渡場を表す星官「天津」に、κ・ι2・θ・16 の4星が車を発明したとされる人物を表す星官「奚仲」に配された。危宿では、μ がペガスス座の3星とともに軍用の臼を表す星官「臼」に、ρ・59・ξ・74 の4星が車庫を表す星官「車府」に配された。室宿では、π2・π1 の2星が伝説上の空飛ぶ蛇を表す星官「騰蛇」に配された。
日本では七夕伝説や鵲の橋に登場するカササギとはくちょう座を結び付けて中国の神話として語られることがあるが、上述の通りはくちょう座の主要な星は天の川の渡し場を表す星官「天津」に充てられており、カササギとは全く関係がない。

## 神話

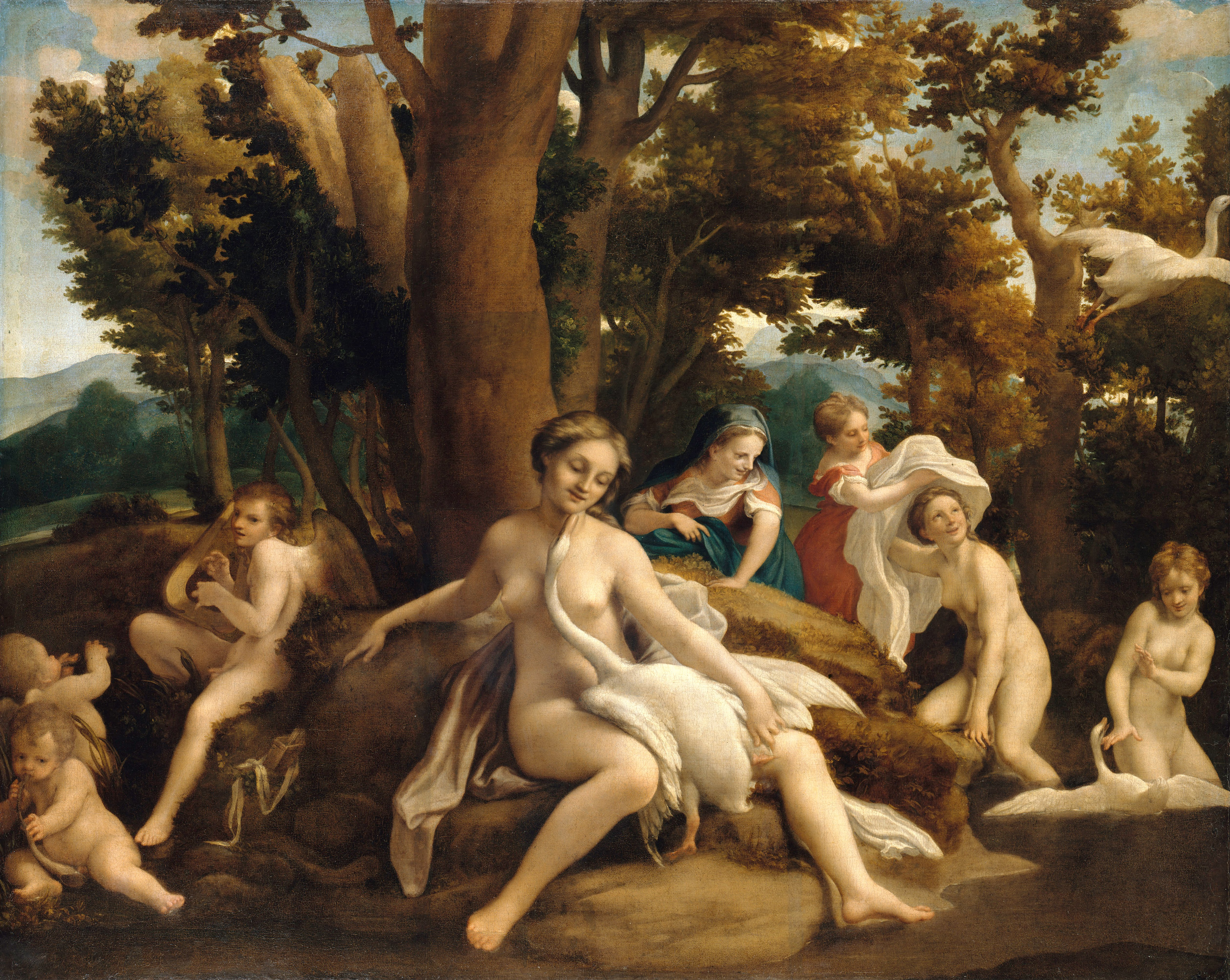
16世紀イタリアの画家コレッジョの代表作『レダと白鳥』。ベルリン絵画館所蔵。

古代ギリシャ・ローマ期に生まれた伝承では、この星座のモチーフとなった白鳥は主に大神ゼウスが白鳥に化けた姿であるとされている。エラトステネースの『カタステリスモイ』では、紀元前6世紀から紀元前5世紀にかけてのアテナイの喜劇作家クラティノスの伝える話として、女神ネメシスに劣情を覚えたゼウスが、白鳥の姿に変身して逃げたネメシスを捕まえるためにゼウスも白鳥に姿を変えてアッティカのラムヌスに飛んでいき、そこで想いを遂げた、とする話を伝えている。ネメシスは卵を産み、この卵からヘレネーが生まれた。ゼウスは姿を変えることなく白鳥の姿のまま天に舞い上がり、星座の中に白鳥の姿を残した。そのため、白鳥はそのときの姿のまま天を飛んでいるとされる。ヒュギーヌスの『天文詩』では、ネメシスに同衾を拒まれたユーピテルが彼女を油断させるための策略として白鳥に変身した姿である、として以下の話を伝えている。ユーピテルはウェヌスに命じてワシの姿に変身させ、自身は白鳥の姿に変身し、ワシに追われて逃げる白鳥を演じてみせた。そしてユーピテルはネメシスの腕の中に逃げ込み、ネメシスが居眠りした隙に想いを遂げた。欲望を満たしたユーピテルはそのままの姿で天高く飛び去ったため、人々は白鳥が星座の中に置かれたと考えた。ネメシスは1つの卵を産み、メルクリウスはその卵をスパルタの王テュンダレオースの妻レーダーの膝に投げ入れた。この卵からヘレネーが産まれ、レーダーは自分の娘とした。ヒュギーヌスは異説として、ユーピテルが同衾したのはネメシスではなくレーダーであるとする話も伝えている。古代ローマ期1世紀頃のゲルマニクスによるアラートスの『パイノメナ』のラテン語訳では、ユーピテルが同衾する相手はレーダーとなっている。
アラートスの『パイノメナ』には元々特に伝承は語られていなかったが、白鳥は音楽を奏でる鳥であるため、アポローンに敬意を表して天空に置かれた、とする説が欄外古註としてのちに書き加えられた。
古代ローマ期紀元前1世紀から1世紀にかけての詩人オウィディウスの『変身物語 (羅: Metamorphōseōn librī)』では、太陽の馬車を持ち出したパエトーンがユーピテルの雷電に撃たれてエリダヌス川に落ちたことを嘆く友人のキュクノスが白鳥の姿に変わったとする話を伝えている。この物語では、キュクノスはユーピテルに服従せず火を嫌って沢や湖に住んだとされているが、4世紀頃のラテン語詩人クラウディアヌスの伝える話では、白鳥の姿に変えられたキュクノスが天に上げられてはくちょう座になった、と改作されている。

## 呼称と方言
ラテン語の学名 Cygnus に対応する日本語の学術用語としての星座名は「はくちょう」と定められている。現代の中国では「天のガチョウ」を意味する天鹅座（天鵝座）と呼ばれている。
明治初期の1874年（明治7年）に文部省より出版された関藤成緒の天文書『星学捷径』では「シグニュス」という読みと、白鳥の古名である「鵠（くぐい）」として紹介された。また、1879年（明治12年）にノーマン・ロッキャーの著書『Elements of Astronomy』を訳して刊行された『洛氏天文学』上巻では「シグニュス」と紹介され、下巻では「白鵠宿」として解説された。これらからそれから30年ほど時代を下った明治後期には「白鳥」という呼称が使われていたことが日本天文学会の会報『天文月報』の第1巻2号掲載の「五月の天」と題した記事中の星図で確認できる。この「白鳥」という訳名は、東京天文台の編集により1925年（大正14年）に初版が刊行された『理科年表』にも「白鳥（はくてう）」として引き継がれた。戦中の1944年（昭和19年）に天文学用語が見直しされた際も「白鳥（はくてう）」が継続して使われることとなり、戦後の1952年（昭和27年）7月に日本天文学会が「星座名はひらがなまたはカタカナで表記する」とした際に平仮名で「はくちよう」と定められた。そして1974年（昭和49年）1月に日本学術振興会によって『学術用語集天文学編』が編纂・刊行された際にさらに「はくちょう」と改められた。以降、この呼称が継続して用いられている。

### 方言
α・γ・η・β・ε・δ が作る十字に対して、兵庫県姫路市飾磨区英賀や富山県東礪波郡城端町（現・南砺市城端）に「オジュウジサン（お十字さん）」という名称が伝えられていた。また、民俗学者内田武志の調査によると、京都府何鹿郡山家村西原から寄せられた調査用紙の回答に「ジューモンジサマ」という星名だけが記載されたものがあり、内田はおそらくはくちょう座の十字を指したものであろうとしていた。

## 主な天体
はくちょう座の領域の多くを天の川が通っているため、天の川銀河内の散開星団・散光星雲・惑星状星雲・星形成領域が多く見られる。

### 恒星
1等星のα星デネブのほか、γ・εの2つの2等星がある。2024年5月現在、国際天文学連合 (IAU) によって6個の恒星に固有名が認証されている。
α星
見かけの明るさ1.25 等、スペクトル型 A2Ia の白色超巨星で、全天に21個ある1等星の1つ。太陽系から1,000 光年以上の距離にありながら明るく見えるため年周視差を正確に測定することが難しい。そのため太陽系からの距離は1,200 光年から3,200 光年と振れ幅の大きな結果しか得られていない。変光星としては、脈動変光星の分類の1つ「はくちょう座α型変光星」のプロトタイプとされており、1.21 等から1.29 等の範囲で変光する。
アラビア語で「尾」を意味する言葉に由来する「デネブ(Deneb)」という固有名が認証されている。

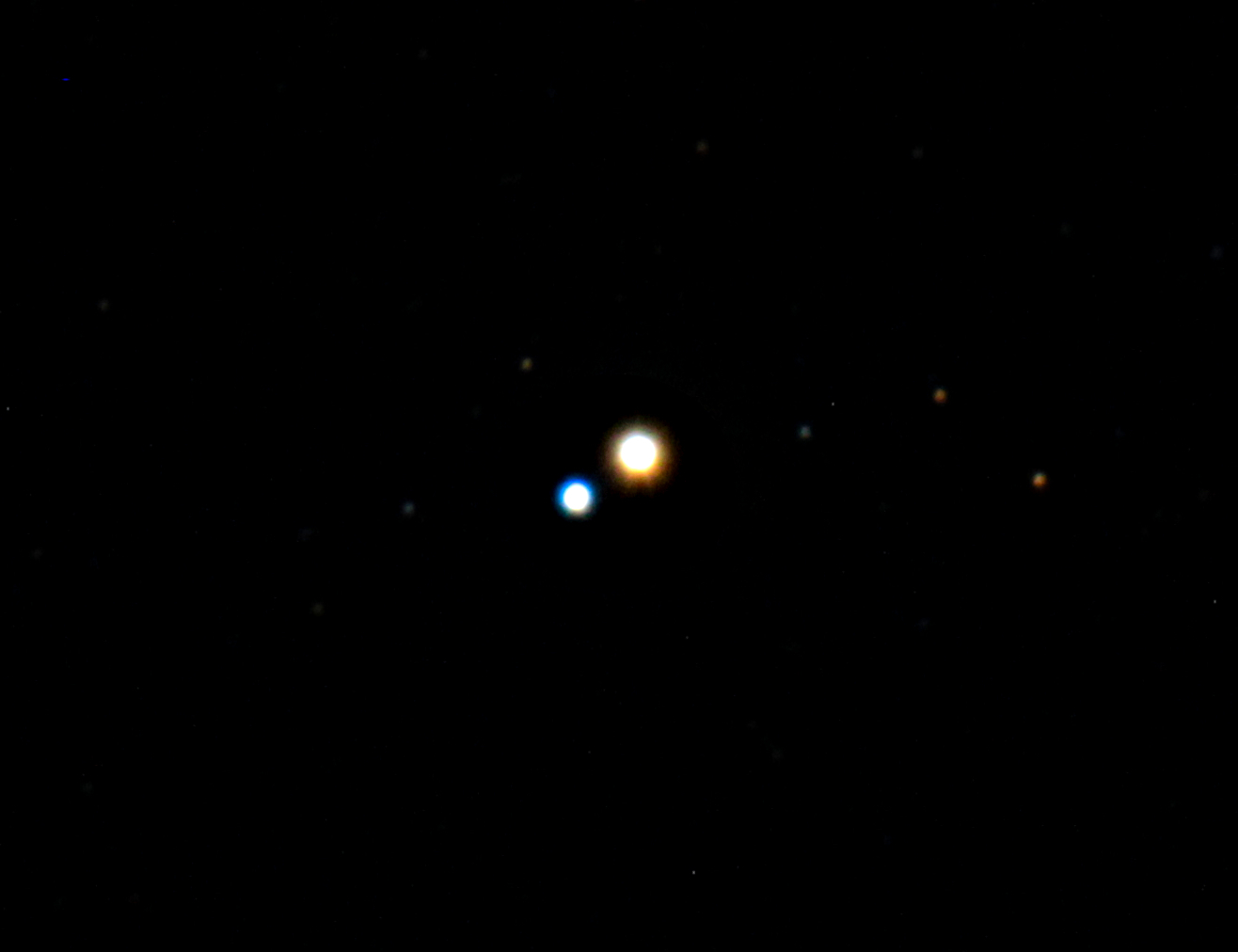
小望遠鏡で撮影された二重星アルビレオ。

β星
見かけの明るさ3.08 等のA星と5.11 等のB星からなる二重星。小さな望遠鏡でも分離して見える、美しい二重星として知られる。AとBは地球から見るとたまたま同じ方向に見える見かけの二重星であるとされており、太陽系からの距離はA星が約363 光年、B星は約398 光年と推定されている。A星はそれ自体が連星系で、スペクトル型 K3III で3.37 等の赤色巨星のAa星と、スペクトル型 B0V で5.16 等のB型主系列星のAc星が、約97年の周期で互いの共通重心を公転しているとされる。
Aa星には「アルビレオ(Albireo)」という固有名が認証されている。
γ星
見かけの明るさ2.23 等、スペクトル型 F8Ib の超巨星で、2等星。主星A から約140″離れた位置に見える B・C は見かけの二重星の関係にある。A星にはアラビア語で「雌鶏の胸」を意味する言葉に由来する「サドル(Sadr)」という固有名が認証されている。
δ星
太陽系から約167 光年の距離にある、見かけの明るさ2.87 等、スペクトル型 A0IV の準巨星で、3等星。主星Aと約2.8″離れた位置に見える6.27 等のB は連星を成しており、約780年の周期で互いの共通重心を公転していると考えられている。A星には「ファワリス(Fawaris)」という固有名が認証されている。
ε星
太陽系から約76 光年の距離にある、見かけの明るさ2.48 等、スペクトル型 K0III の赤色巨星。主星Aと約78″離れた位置に見える14.86 等の伴星C は太陽系からの距離も固有運動も似通っており、連星系を成している可能性がある。主星Aはそれ自体が分光連星であるとされているが、伴星Ab についてはほとんどわかっていない。Aa星は水平分枝の段階にあると考えられている。
Aa星にはアラビア語で「雌鶏の翼」を意味する言葉に由来する「アルジャナー(Aljanah)」という固有名が認証されている。かつては「ギェナー(Gienah)」や「ギェナー・シグニ (Gienah Cygni)」と呼ばれていたが、Gienah がからす座γ星の固有名とされたため、同じ語源を持つ Aljanah がこの星の固有名とされている。
π1星
太陽系から約1,435 光年の距離にある、見かけの明るさ4.66 等、スペクトル型 B3III の青色巨星で、5等星。アラビア語で「亀」を意味する言葉に由来する「アゼルファファゲ(Azelfafage)」という固有名が認証されている。
このほかに以下の恒星が知られている。
ζ星
太陽系から約150 光年の距離にある、見かけの明るさ3.21 等の、黄色巨星と白色矮星からなる分光連星。主星の黄色巨星はバリウム星に分類される化学特異星で、先に進化が進んだ伴星から流入した物質によって恒星大気にコンタミネーションが生じており、バリウムを始めとする重元素が過剰に存在する。主星と伴星は互いの共通重心を約18年の周期で公転しているとされる。
η星
太陽系から約139 光年の距離にある、見かけの明るさ3.88 等、スペクトル型 K0III の赤色巨星で、4等星。7.2″ 離れた位置に見える12等星のB星とは連星系を成している可能性があるが、詳細は不明。η の北約7′ にブラックホール候補天体のはくちょう座X-1が、南南西約2.5° にはミラ型変光星のはくちょう座χ星があり、これらの天体を探す際の目印にもなっている。
μ星
見かけの明るさ4.50 等、スペクトル型 F6V+F3V のF型主系列星同士の連星系で、4等星。4.70 等のμ1と6.12 等のμ2の2星から成る連星系で、約713.19 年の周期で互いの共通重心を公転している。21世紀前半は2つの星がゆっくり近付きつつあり、2030年代以降は2つの星像を分解して見るためには口径150 ミリメートル以上の望遠鏡が必要になるとされる。

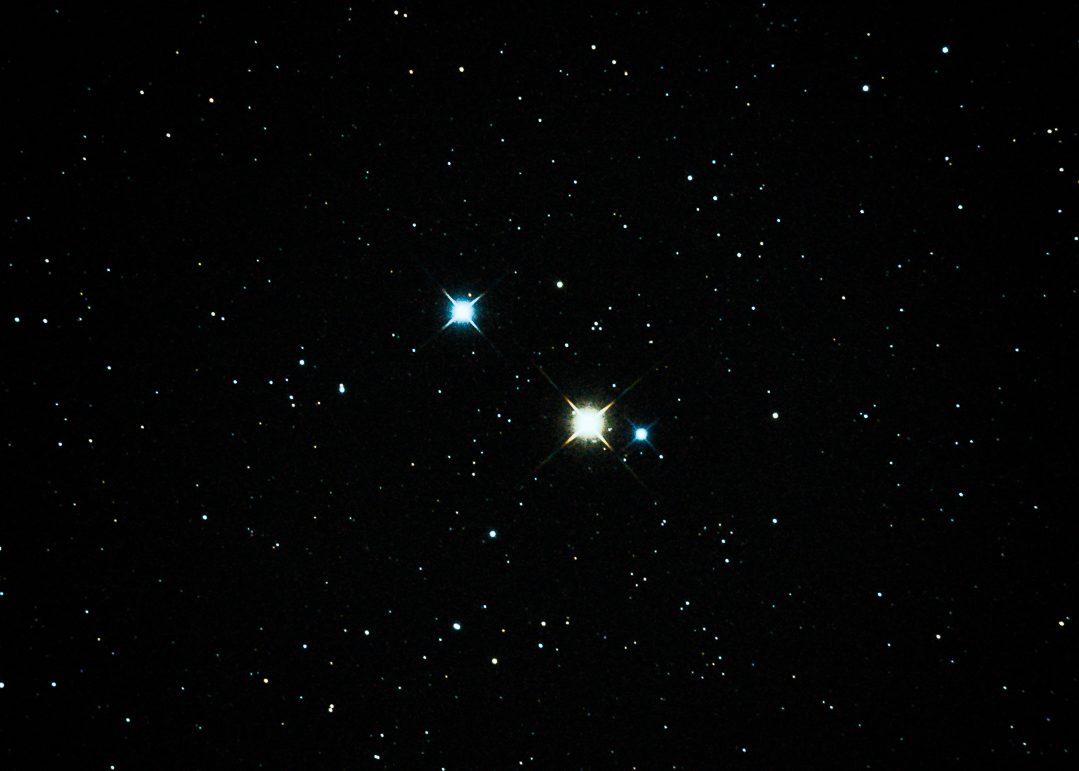
はくちょう座ο1星（中央右の黄色の星）とはくちょう座30番星（左上部の青い星）。

ο1星
太陽系から約1,118 光年の距離にある、見かけの明るさ3.80 等、スペクトル型 K3Ib+B2IV-V の連星系。赤色超巨星と高温の主系列星が3784.3 日の周期で互いの共通重心を公転するぎょしゃ座ζ型の食連星で、3784.3 日の周期で3.73 等から3.89 等の範囲で変光する。北西に5.6′離れた位置に見える4.819 等の30番星とは見かけの二重星を成しており、オレンジのο1星とターコイズブルーの30番星のコントラストは全天で最も美しいとも言われている。
χ星
太陽系から約520 光年の距離にある、見かけの明るさ4.24 等、スペクトル型 S6-9/1-2e のS型星で、4等星。S型星は、ストロンチウム・イットリウム・バリウムなどのs過程元素に富む恒星大気を持つ低温度の漸近巨星分枝星 (AGB星) で、分光スペクトル中に際立って強いZrOの吸収帯を持つという特徴がある。恒星内部で合成されたs過程元素は、ヘリウム殻フラッシュによる汲み上げ効果で恒星表面まで運ばれることで外部から観測される。アメリカ変光星観測者協会 (AAVSO) の「観測しやすい星」のリストにも挙げられているミラ型変光星で、408.05 日の周期で3.3 等から14.2 等の範囲で変光する。

はくちょう座P星のHα線に見られるP Cyg プロファイル。

P星
太陽系から約6,150 光年の距離にある、見かけの明るさ4.82 等、スペクトル型 B1-2Ia-0ep の青色超巨星で、5等星。1600年8月に3等級まで一時的な増光を示し、バイエルの『ウラノメトリア』にも記載された。当時は新星と考えられたが、21世紀現在では高光度青色変光星 (LBV)、あるいはかじき座S型変光星 (SDOR) と呼ばれるタイプの変光星に分類されている。
表面から秒速約200キロメートルで放出されている高温のガスは、輝線と吸収線が隣り合う特徴的なスペクトル線の形状として観測される。このようなスペクトル線の形状は、天体から高温ガスが流出していることを示すものとされ、それが初めて発見されたこの星にちなんで「P Cyg プロファイル」と呼ばれている。
R星
太陽系から約1,947 光年の距離にある、見かけの明るさ6.10 等、スペクトル型 S4-8/6e のS型星で、6等星。AAVSO の「観測しやすい星」のリストにも挙げられているミラ型変光星で、426.45 日の周期で6.1 等から14.4 等の範囲で変光する。
W星
太陽系から約630 光年の距離にある、見かけの明るさ5.38 等、スペクトル型 M4e-M6eIII の赤色巨星で、5等星。変光星としては半規則型変光星のサブグループSRB型に分類されており、131.7 日の周期で、5.10 等から6.83 等の範囲で変光する。
AF星
太陽系から約872 光年の距離にある、見かけの明るさ7.18 等、スペクトル型 M5III の赤色巨星で、7等星。かんむり座RR星とともに半規則型変光星のサブグループSRB型のプロトタイプとされており、93.0 日の周期で6.2 等から7.9 等の範囲で変光する。
CO星
太陽系から約2,830 光年の距離にある、見かけの明るさ8.55 等、スペクトル型 K5 の不規則変光星。晩期型星の不規則変光星 LB のプロトタイプとされ、写真等級で9.60 等から10.60 等の範囲で不規則に変光する。
DF星
太陽系から約1万1900 光年の距離にある、見かけの明るさ10.80 等、スペクトル型 G6/7Ib/IIa の黄色超巨星で、11等星。変光星としてはおうし座RV型変光星のサブグループRVB型のプロトタイプとされており、49.808日の周期で10.12 等から13.88 等の範囲で変光する。
SS星
太陽系から約374 光年の距離にある、見かけの明るさ12.032 等、スペクトル型 K5V のK型主系列星と白色矮星の連星系。激変星に分類される変光星のグループ「ふたご座U型変光星」のサブグループ「はくちょう座SS型変光星 (UGSS)」のプロトタイプとされ、49.5日の周期で7.7 等から12.4 等の範囲で変光する。AAVSO の「観測しやすい星」のリストにも挙げられている。
V1500
1975年8月29日に倉敷天文台の本田實らによって発見された古典新星。発見の翌日には1.86 等まで増光し、20世紀に観測された新星の中で2番目に明るくなった新星となった。極大を迎えてからは急速に減光し、3日後には3等級、45日後には7等級、最終的には19等級も暗くなり、既知の新星としては最も早く、最も振幅の大きな光度の変化を見せた新星となった。この1975年の増光以降の観測結果から、低温星と強い磁場を持つ白色矮星の連星で、白色矮星の自転周期と公転周期がほぼ同期している「ポーラー」と呼ばれるヘルクレス座AM型の強磁場激変星であると考えられている。
16番星
太陽系から約68.9 光年の距離にある、見かけの明るさ 5.95 等、スペクトル型 G1.5Vb のA星と、見かけの明るさ 6.02 等、スペクトル型 G3V のB星からなる連星系。B星には1.64 MJ（木星質量）の太陽系外惑星が発見されている。
61番星
太陽系から約11.4 光年の距離にある、見かけの明るさ5.21 等、スペクトル型 K5V のA星と、6.03等、K7V のB星からなる連星系。AとBが約722年の周期で互いの共通重心を公転している。ヨーロッパ宇宙機関 (ESA) の位置天文衛星ヒッパルコスが観測した星の中で7番目に大きな固有運動を見せる星である。恒星の年周視差がまだ理論上のものであった19世紀初頭、この星が非常に大きな固有運動を持っていることから、太陽系の近くに存在すると推測され、その年周視差を実際に計測できることが期待されていた。そして1838年にドイツの天文学者フリードリヒ・ヴィルヘルム・ベッセルが史上初めて年周視差の計測に成功した。
パレルモ天文台の初代台長ジュゼッペ・ピアッツィが大きな固有運動を発見したことから Piazzi's Flying Star、ベッセルが固有運動を発見したことから Bessel's Star などの通称で呼ばれたこともある。
HD 191765 (WR 134)
太陽系から約6,220 光年の距離にある、見かけの明るさ8.08 等、スペクトル型 WN6-s のウォルフ・ライエ星で、8等星。1867年、パリ天文台のシャルル・ウォルフとジョルジュ・ライエの2人は、はくちょう座にある HD 191765・HD 192103・HD 192641 の3つの高温度星の分光スペクトル中に、幅の広い輝線スペクトルを発見した。このような特徴を持つ大質量星は、発見者の2人の名前を取って「ウォルフ・ライエ星」として分類されている。
HD 193576
太陽系から約4,510 光年の距離にある、見かけの明るさ8.00 等、スペクトル型 WN5+O6II-V の連星系。ウォルフ・ライエ星のWR 139とO型星からなるアルゴル型の近接食連星で、極大期7.92 等、第一極小期8.22 等、第二極小期8.06 等の変光を見せる。近接食連星のサブグループWR型のプロトタイプとされている。
ケプラー11
太陽系から約2,108 光年の距離にある、見かけの明るさ13.838 等、スペクトル型 G2V のG型主系列星で、14等星。主星から0.091 天文単位 (au) から0.466 au という狭い範囲に6個の太陽系外惑星があると考えられている。
ケプラー16
太陽系から約246 光年の距離にある分光連星。2011年にこの星系で発見された太陽系外惑星は、2つの恒星からなる連星の周囲を公転する周連星惑星として史上初の発見となった。約41.079日の周期で互いに公転する恒星A・Bの周囲を、土星質量の太陽系外惑星が約228.776日の周期で公転していると考えられている。
ケプラー64
太陽系から約7,200 光年の距離にある連星系。1.528±0.087 M☉（太陽質量）のF型主系列星Aaと0.408±0.024 M☉のM型主系列星Abの連星と、G2型のBaとM2型のBbの連星からなる四重連星系で、A星系とB星系はおよそ1,000 auは離れていると見られる。A星系の周囲を169 M⊕（地球質量）以下の質量の惑星が138.317+0.040
−0.027 日の周期で公転していると考えられている。
はくちょう座X-1
太陽系から約7,347 光年の距離にある、見かけの明るさ 8.91 等、スペクトル型 O9.7Iabpvar の大質量X線連星系 (High Mass X-ray Binary, HMXB)。青色超巨星とブラックホールの連星系であると考えられており、青色超巨星からブラックホールへと流れ込む物質が作る高温の降着円盤からX線を発しているとされる。1964年6月16日にホワイトサンズ・ミサイル実験場から打ち上げられた観測ロケットエアロビーによる弾道飛行中のX線観測によって発見された。数十ミリ秒のタイムスケールでX線放射の急激な変動を示すXF型のX線変光星のプロトタイプとされる。

### 星団・星雲・銀河
18世紀フランスの天文学者シャルル・メシエが編纂した『メシエカタログ』に挙げられた天体が2つ位置している。また、パトリック・ムーアがアマチュア天文家の観測対象に相応しい星団・星雲・銀河を選んだ「コールドウェルカタログ」に6つの天体が選ばれている。
M29
太陽系から約5,240 光年の距離にある散開星団。1764年にメシエが発見した。γ星から1.7°南に見える。
M39
太陽系から約1,010 光年の距離にある散開星団。1764年にメシエが発見した。デネブから9°ほど東に見える。満月ほどの大きさに恒星が広がっており、理想的な条件下では肉眼でも薄っすらと見ることができる。
NGC 6826
太陽系から約4,230 光年の距離にある惑星状星雲。コールドウェルカタログの15番に選ばれている。中心星と周囲の星雲の明るさが極端に違うため、中心星を見ると星雲が見えなくなり、そらし目を使うと星雲が見えるように見えることから「まばたき星雲 (英: Blinking Planetary)」の通称で知られる。
IC 5146
太陽系から約2,800 光年の距離にある散光星雲と散開星団。コールドウェルカタログの19番に選ばれている。天の川のダークレーンに浮かぶ姿が繭のように見えるから「まゆ星雲(Cocoon Nebula)」の通称で知られる。
NGC 7000
太陽系から約2,640 光年の距離にある散光星雲。1786年10月24日にイギリスの天文学者ウィリアム・ハーシェルが発見していた可能性がある。コールドウェルカタログの20番に選ばれている。北アメリカ大陸に形状が似ていることから「北アメリカ星雲(North America Nebula)」の通称で知られる。
NGC 6888
太陽系から約5,650 光年の距離にある散光星雲。コールドウェルカタログの27番に選ばれている。その形状から三日月星雲(Crescent Nebula) の通称で知られる。中心にあるウォルフ・ライエ星WR 136がまだ赤色超巨星であったころに放出された外層と、WR 136からの強力な恒星風が衝突することで形成された。
はくちょう座ループ
太陽系から約1,500 光年の距離にある超新星残骸。約5,000年前に生じた超新星爆発の残骸で、網状星雲 (Veil Nebula) の通称で知られるNGC 6960や、NGC 6992、NGC 6995、IC 1340 などの総称として「はくちょう座ループ(Cygnus Loop)」と呼ばれる。NGC 6992とNGC 6995 がコールドウェルカタログの33番、NGC 6960が34番に選ばれている。
IC 5070
散光星雲。北アメリカ星雲の南西に位置し、写真に撮るとペリカンの横顔のような形状に見えることから「ペリカン星雲(Pelican Nebula)」の通称で知られる。
PN Ju 1
Soap Bubble Nebula の通称で知られる惑星状星雲。2007年6月19日と7月6日にウィルソン山天文台のアマチュア天文家 D. M. Jurasevich が口径160 mmの反射望遠鏡で撮像したデータから発見した。
北の石炭袋
太陽系から約1,833 光年の距離にある、デネブからγにかけて広がる大規模な暗黒星雲。Great Riftと呼ばれる天の川にかかる大きなダークレーンの一部で、南天のコールサックに対して「北の石炭袋(Northern Coalsack)」や Cygnus Rift と呼ばれる。内部では大質量星が盛んに形成されている。
はくちょう座X領域
太陽系から約3,800 光年の距離にある巨大ガス分子雲。北の石炭袋の後背に位置しており、太陽系が属する天の川銀河で最大級の星形成領域で、太陽系の最も近くにある星団形成領域と目されている。1952年に、オーストラリアのジャック・ピディントンとハリー・クライブ・ミネットによって発見された。中心部には200個以上の若いOB星を含む天の川銀河最大級のOBアソシエーションであるはくちょう座OB2アソシエーションが位置している。2019年には、国立天文台野辺山宇宙電波観測所の45 メートル電波望遠鏡を用いた観測により、174個の分子雲コアが検出された。
はくちょう座A
天の川銀河から約8億 光年の距離にある電波銀河。2型のセイファート銀河に分類されており、銀河系外最強の電波源である。第二次世界大戦中にアメリカの電波天文学者グロート・リーバーがはくちょう座領域からの強い電波を検出したのを皮切りに、イギリスのジェームズ・ヘイやオーストラリアのジョン・ボルトンによって研究が進められ、1953年に天の川銀河の外にある天体であることが確認されたことにより、初めて発見された電波銀河となった。
活動銀河核の内部には太陽の25億倍の質量を持つ超大質量ブラックホール (SMBH) が存在すると考えられている。2015年から2016年にかけてのアメリカ国立電波天文台 (NRAO) のVLAによる観測で、はくちょう座Aの銀河核から460 パーセク（1,500 光年）の位置に過去の観測では検出されなかった新たな電波源が発見された。これは、第2のSMBHを検出したものと考えられており、天文学的スケールで近い過去に銀河の合体があったこと、そしてこの第2のSMBHの重力が過去1000万年にわたってはくちょう座Aの電波ジェットに動力を供給してきた急速な降着の引き金となったことを示唆するものとされている。
- アリゾナ州レモン山天文台の32インチシュルマン望遠鏡で撮影された散開星団M29。
- 2003年9月15日にアリゾナ州キットピーク国立天文台WIYN 0.9メートル望遠鏡で撮影された散開星団M39。
- 1996年1月にハッブル宇宙望遠鏡 (HST) の広視野惑星カメラ2 (WFPC2) で撮像された惑星状星雲NGC 6826。
- 天の川のダークレーンに浮かぶ散光星雲IC 5146。
- 2014年にキットピーク国立天文台のAdvanced Observing Program で撮影された北アメリカ星雲 (NGC 7000) （画像左）とペリカン星雲 (IC 5070) （画像右下）。
- 2020年10月にアマチュア天文家Patrick Hsieh が撮影した散光星雲NGC 6888。三日月星雲 (Crescent Nebula) と呼ばれる三日月状の姿は、星雲の中心で輝くウォルフ・ライエ星WR 136 から放出された物質によって形成されたものである。
- 2012年にキットピーク国立天文台のWIYN 0.9メートル望遠鏡で撮影されたはくちょう座ループ (Cygnus Loop) のパノラマ写真。画像左上にNGC 6992・NGC 6995・IC 1340、画像右にNGC 6960、画像右上に Pickering's Triangle の通称で知られるNGC 6979、中央上部にNGC 6974が写されている。
- 1996年にキットピーク国立天文台のCWRU Burrell シュミット望遠鏡で撮影されたNGC 6960。
- 1996年にキットピーク国立天文台のCWRU Burrell シュミット望遠鏡で撮影されたNGC 6992/6995。
- 2009年7月19日にキットピーク国立天文台のメイオール 4メートル望遠鏡で撮影された惑星状星雲 Soap Bubble Nebula。
- NASAの赤外線宇宙望遠鏡スピッツァーが撮影したはくちょう座X領域。3.6 μm（青）・4.5 μm（青緑）・8.0 μm（緑）・24 μm（赤）の4つの赤外線波長で観測したデータから合成された[194]。
- 電波銀河はくちょう座Aの3波長合成画像。青はチャンドラX線衛星によるX線、黄色はハッブル宇宙望遠鏡とDSSによる可視光、赤はVLAによる電波の、それぞれの波長の観測データから合成された。

## 流星群
はくちょう座の名前を冠した流星群で、IAUの流星データセンター (IAU Meteor Data Center) で確定された流星群 (Established meteor showers) とされているものは、4月はくちょう座ρ流星群 (April rho Cygnids, ARC)、6月はくちょう座ρ流星群 (June rho Cygnids, JRC) とはくちょう座κ流星群 (kappa Cygnids, KCG) の3つ。はくちょう座κ流星群は、1871年にイギリスの天文学者ジョージ・リヨン・タプマンによって検出された群で、8月17日頃に極大を迎える。